# Helia Molina
Helia Águeda Molina Milman (Santiago, 2 de abril de 1947) es una médica, docente y política chilena, miembro del Partido por la Democracia (PPD). Ejerció como ministra de Salud del segundo gobierno de Michelle Bachelet durante marzo y diciembre de 2014. En la actualidad es decana de la Facultad de Ciencias Médicas de la Universidad de Santiago de Chile.
En el ámbito internacional, ha trabajado como consultora y asesora para diversas agencias del Sistema de Naciones Unidas, destacando la Organización Panamericana de la Salud (OPS), la Organización Mundial de la Salud (OMS), UNICEF y el Banco Interamericano de Desarrollo (BID).

## Vida personal
Es la tercera hija del matrimonio compuesto por el antofagastino Gustavo Alejandro Molina Ramírez, militante conservador y que trabajaba como corrector de pruebas de los diarios La Nación y Los Tiempos, y de Rosa Milman Yasnizera, hija de inmigrantes judíos rusos, que ejercía como profesora de matemáticas en el colegio San Gabriel, era además de militancia progresista, comunista y allendista. Sus padres se separaron cuando Helia tenía cinco años y tanto ella como sus dos hermanos se fueron a vivir con el padre, en una casa de Gran Avenida. Durante ocho años no pudo ver a su madre.
Estuvo casada con Ángel Enrique Haye Bardina, con quien tuvo una hija, Pilar Andrea —de profesión bióloga marina— y otros dos. Se casó en segundas nupcias con Sergio Alejandro Domínguez Warrington, con quien tiene dos hijos; Sergio Rubén, actor, también conocido como "Panqueque" y, Cristóbal Felipe.

## Carrera profesional
Recibió el grado de licenciado en ciencias médicas en la Universidad de Chile en 1971 y el título de médico cirujano en la misma universidad en 1973. Obtuvo un magíster en salud pública en la misma casa de estudios en 1999. Posteriormente cursó postítulos en la Universidad de Míchigan y la Universidad Johns Hopkins.
Es decana de la Facultad de Ciencias Médicas de la Universidad de Santiago de Chile desde 2017 a la fecha, además de desempeñarse como académica en dicha casa universitaria. Entre 1977 y 1990 desarrolló actividades docentes en la Unidad Docente Asociada de Pediatría de la PUC en el Hospital Sótero del Río. Ha coordinado y participado en varios estudios y proyectos nacionales e internacionales. Es autora de numerosas publicaciones en libros, documentos técnicos y revistas científicas en el ámbito de la infancia y sus derechos, así como políticas públicas de desarrollo infantil temprano.
En conjunto con las actividades docentes, fue médica clínico en el Servicio de Pediatría del Hospital Sótero del Río hasta 1990. Desde 1991 hasta 1995 se desempeñó como directora de atención primaria del Servicio de Salud Metropolitano Oriente. Desde 1995 a 1999 asesoró al Ministerio de Salud en Atención Primaria y Promoción de la Salud.[cita requerida] En el ámbito de las sociedades científicas, fue directora, vicepresidenta y la primera mujer en ser presidenta de la Sociedad Chilena de Pediatría (1983-1987) y directora de la Sociedad de Epidemiología de Chile (1999).[cita requerida]
Entre los años 2000 y 2004 trabajó en la Organización Panamericana de la Salud (OPS) como asesora regional de Salud Infantil para América Latina y el Caribe. De regreso a Chile, volvió a la PUC y en 2006 integró el Consejo de Infancia creado por la presidenta Michelle Bachelet en su primer gobierno. En ese mandato, integró el Ministerio de Salud, donde se desempeñó como jefa de la División de Políticas Saludables y Promoción en la Subsecretaría de Salud Pública desde 2006 hasta 2010, y entre 2008 y 2010 fue secretaria ejecutiva de Chile Crece Contigo, política de protección social de la infancia.
Desde 2005 hasta 2008 fue miembro de la Red de Conocimientos sobre Desarrollo Infantil, en el marco de la Comisión de Determinantes Sociales de la Salud de la OMS.

## Carrera política

### Ministra de Salud

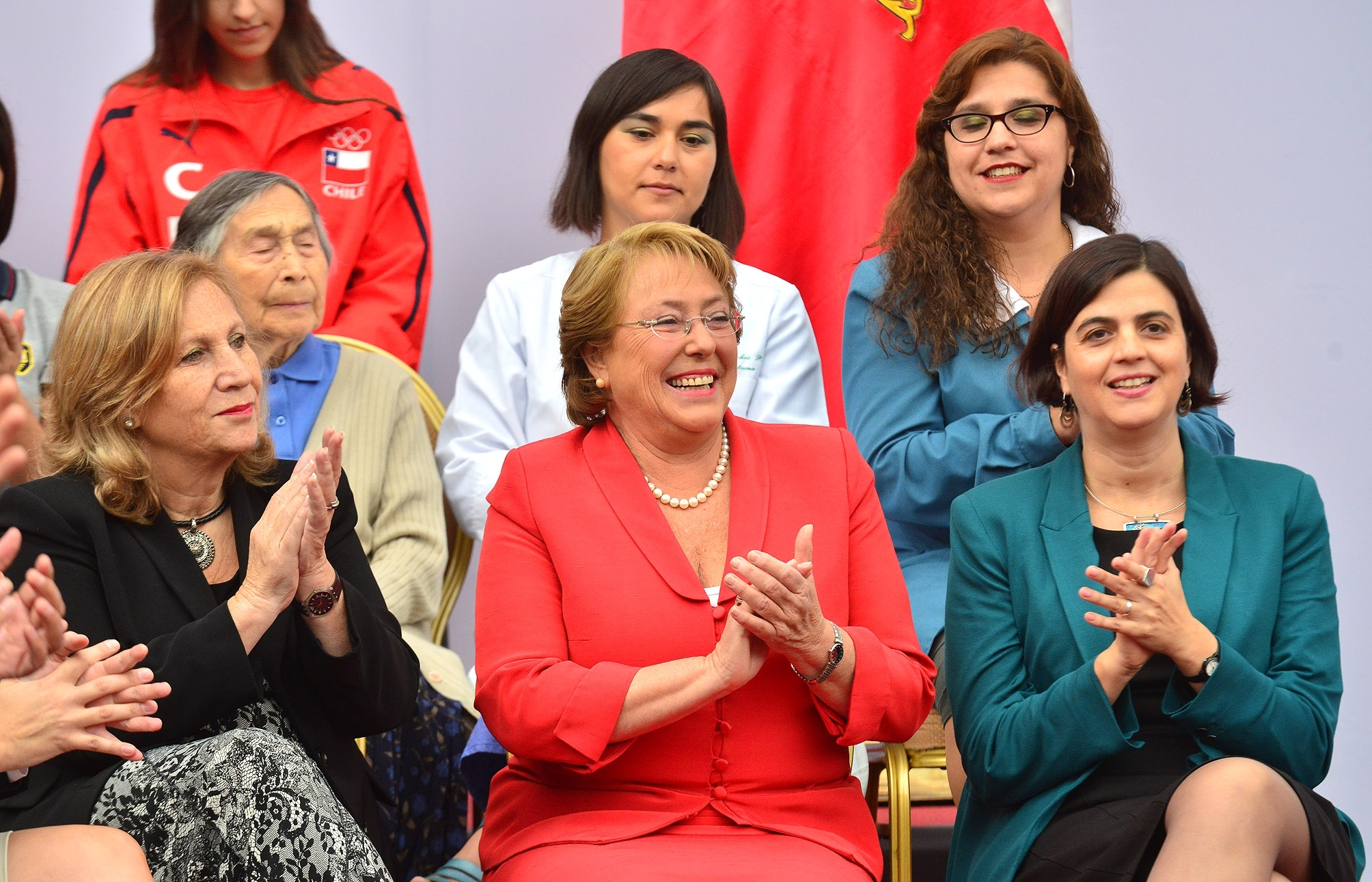
Molina (a la izquierda) junto a Michelle Bachelet y Claudia Pascual.

En enero de 2014 fue nombrada futura ministra de Salud por la entonces presidenta electa Michelle Bachelet, para su segundo gobierno. Asumió la cartera de Salud el 11 de marzo de 2014.
El 30 de diciembre de 2014, en una entrevista entregada al periódico vespertino La Segunda, afirmó que «en todas las clínicas cuicas [privadas, en términos peyorativos], muchas familias conservadoras han hecho abortar a sus hijas». Esto provocó una controversia, que llevó al gobierno a emitir un comunicado donde se establecía que las declaraciones de la ministra eran estrictamente personales. El mismo día, presentó su renuncia al cargo, la cual fue aceptada por el Ejecutivo.

### Candidata a alcaldesa en 2016
Durante el mes de mayo de 2016 se oficializó su participación en un proceso de primarias municipales de la Nueva Mayoría por la alcaldía de Ñuñoa. El lanzamiento oficial de su campaña fue el 28 de mayo de 2016, desde la Plaza Villa Olímpica de Ñuñoa. En la elección primaria del 19 de junio, Molina obtuvo el 35,17 % de los votos, resultando nominada como candidata a alcaldesa de la Nueva Mayoría.
En la elección obtuvo 22 373 votos (35,7%), siendo derrotada por Andrés Zarhi, quien recibió 30 944 sufragios (49,4%).

### Diputada de la República
En noviembre de 2021 resultó electa diputada por el distrito N° 10 de la Región Metropolitana, en representación del Partido Por la Democracia dentro del conglomerado electoral Nuevo Pacto Social, para el periodo legislativo 2022-2026. Obtuvo 18.993 votos, equivalentes a un 4,16 % del total de sufragios válidamente emitidos. Asumió el cargo el 11 de marzo de 2022.
Integra las comisiones permanentes de Futuro, Ciencias, Tecnología, Conocimiento e Innovación; Salud; Educación; y Ética y Transparencia. Participó en la Comisión Especial Investigadora sobre incendios en estaciones de metro durante el estallido social de 2019 en la Región Metropolitana.
Asistió a la Conferencia Mundial de Educación Superior 2022 de la UNESCO, que se realizó en Barcelona, España, entre el 12 y el 21 de mayo de 2022. Visitó Marruecos, invitada por la Comisión de Mujeres de la Cámara de Diputados de ese país, desde el 16 al 25 de junio de 2022.
Es miembro de varios grupos interparlamentarios: Chileno-Egipcio, Chileno-Español, Chileno-Estadounidense, Chileno-Estonio, Chileno-Francés, Chileno-Húngaro, Chileno-Israelí, Chileno-Marroquí, Chileno-Palestino y Chileno-Portugués.

## Historial electoral

### Primarias municipales de la Nueva Mayoría de 2016
- Elección de candidato a alcalde por la comuna de Ñuñoa.

### Elecciones municipales de 2016
- Elecciones municipales de 2016 a alcalde por la comuna de Ñuñoa[15]

### Elecciones Primarias de gobernadores regionales de Unidad Constituyente de 2020
Véase Primarias de gobernadores regionales de Unidad Constituyente de 2020 Región Metropolitana.

### Elecciones parlamentarias de 2021
- Elecciones parlamentarias de 2021 a Diputado por el distrito 10 (La Granja, Macul, Ñuñoa, Providencia, San Joaquín y Santiago)[16]